# 卡西歐F-91W
卡西歐F-91W是由卡西歐計算機公司於1989年推出的電子手錶，因為其簡單耐用且價格低廉，因此截至2011年每年有近300萬隻的銷售數量，使其成為了目前銷售數量最多的電子手錶。而同時也因為該手錶設計簡易好取得，使得如基地組織等恐怖分子使用這款手錶改造成炸彈計時器而曾被美國官員稱為“基地組織的標誌”。

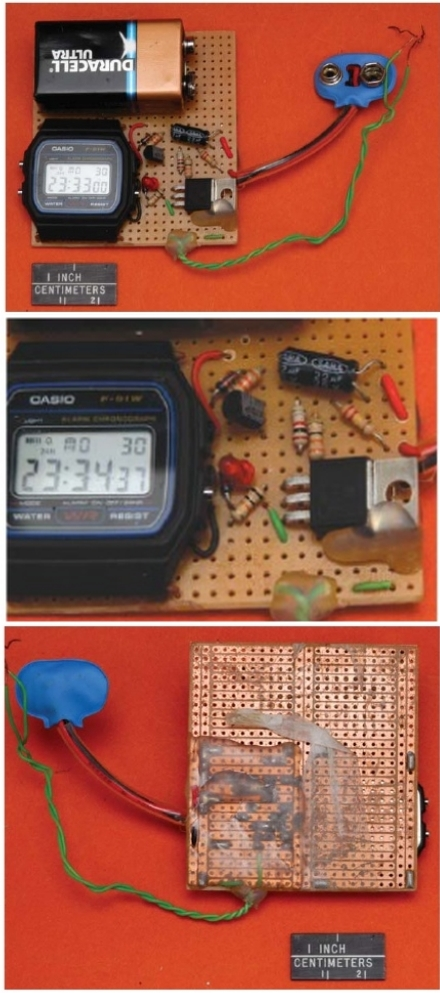
2000年代初期被查獲使用F-91W製作的定時炸彈計時器

## 设计
F-91W的尺寸为37.5x34.5x8.5mm。表壳和表带主要由树脂制成，底盖和按钮为不锈钢制。手表总重量为21克。
F-91W的功能包括码表计时（单次和分段）、整点蜂鸣、闹铃、日历，手表的显示屏有背光照明。手表使用CR2016电池供电。手表提供30米防水。

## 型号
除了原款F-91W外，还衍生了一些其他版本：
- F-91WC/WM/WS：彩色/金属色/半透明彩色外壳
- F-84W：日本本土市场款，设计更类似旧款，并采用表耳连接表带
- F-94W：不同的图标显示排列
- W59：支持50米防水
- A158W/A159W/A159WGEA-1/A163W/A164W：不锈钢表带
- F-105W/A168W/A168WG/A168WEGM/A168WEM/W-86：使用电致发光取代LED发光，以及其他一些细节差异
- LA680：尺寸更小，面向女性用户
- F-91W-3/F-91WG-9：具有彩色装饰

## 防偽識別功能

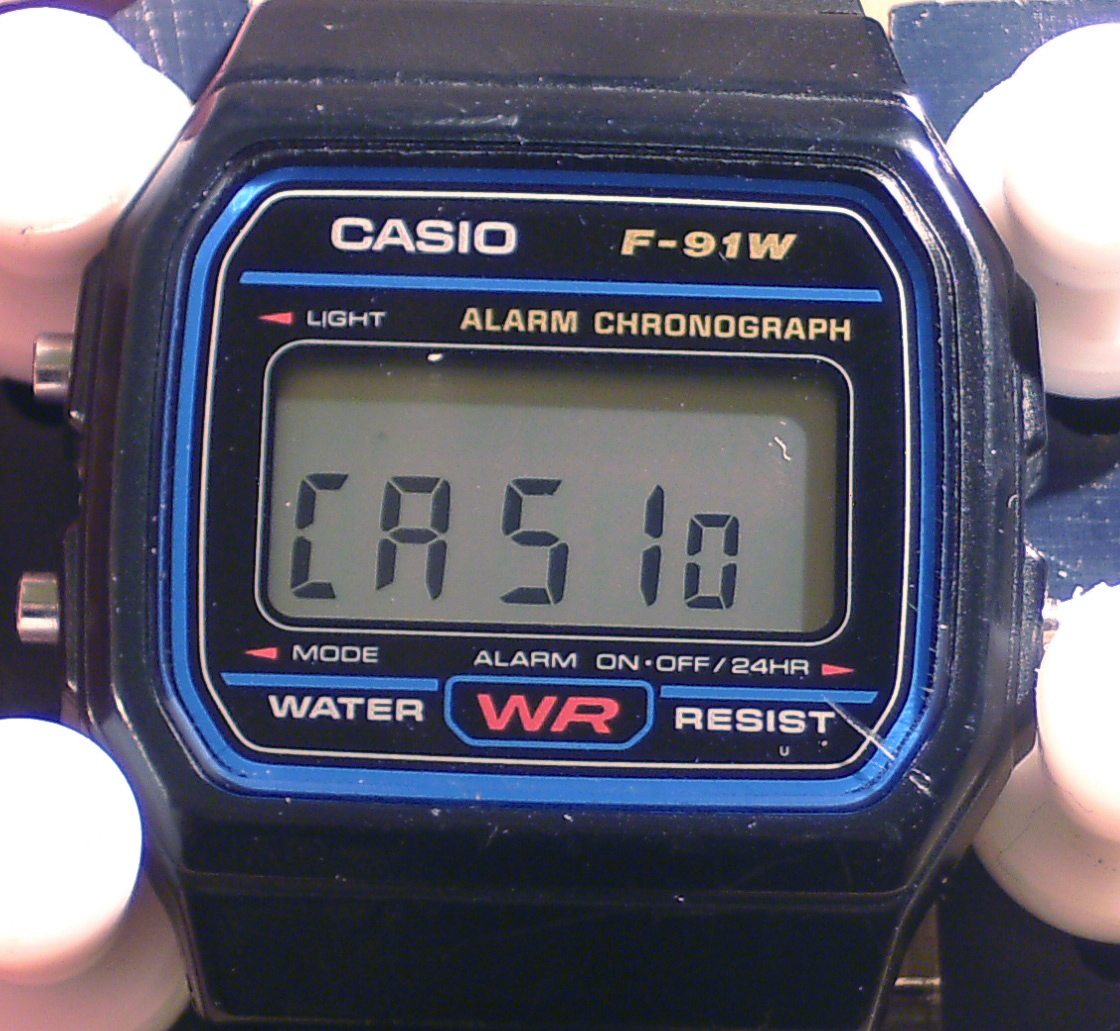
這種防偽方式除了F-91W外，同品牌的F-94W和A158W也有)

卡西歐為了讓這款設計簡易好仿冒的電子錶能夠有快速識別真偽的方法，設計了在按壓右側按鈕3秒後LCD螢幕會顯示“CASIo”的品牌字樣，這項巧思也被使用者當作是一種小彩蛋。